# Centre Court Tennis
Centre Court Tennis (aussi appelé Let's Smash Tennis (Let'sスマッシュ)) est un jeu vidéo de tennis sorti en 1998 sur Nintendo 64. Le jeu a été développé et édité par Hudson Soft.